# Glypta fuscata
Glypta fuscata är en stekelart som beskrevs av Dasch 1988. Glypta fuscata ingår i släktet Glypta och familjen brokparasitsteklar. Inga underarter finns listade i Catalogue of Life.